# Hockey-Club Hannover
Der Hockey-Club Hannover (HCH) ist ein Sportverein, der am 21. März 1923 in Hannover gegründet wurde.

## Beschreibung
Die Vereinsgründer waren eine kleine Gruppe hockeybegeisterter Männer, die vorher bereits beim SV Arminia Hannover Hockey spielten. In Anlehnung an das dortige Vereinszeichen, das aufgestellte Dreieck mit dem A, entstand das HCH-Emblem als Dreieck mit der Spitze nach unten. Heute betreibt die Sparten Hockey, Tennis, Volleyball und den Burpee Barbell Club. Das Clubgelände befindet sich unmittelbar neben dem Eilenriedestadion und verfügt über einen Hockey-Kunstrasenplatz, Hockey-Naturrasenplatz, drei Tennisplätze und eine Beachvolleyballanlage. Die größten Erfolge in der Vereinsgeschichte stellen die Zugehörigkeit der Damenhockeymannschaft von 1984 bis 1990 in der Bundesliga und der Gewinn der Deutschen Meisterschaft durch das Mädchen A-Team 1981 dar.

## Geschichte
Die ersten Hockey-Spiele wurden auf einem Exerzierplatz der Reichswehr an der alten Bult ausgetragen. Mangels eigener Plätze nutzte die Tennissparte Mietplätze in Waldheim und Herrenhausen. Die Leichtathleten nutzten die benachbarte Eilenriede.
1924 erhielt der Verein von der Landeshauptstadt Hannover sein damaliges Clubgelände. Es entstanden ein Hockeyplatz und zwei Tennisplätze. Das erste Clubhaus wurde errichtet, eine Holzbaracke mit späterem Anbau. Die Leichtathleten gewannen 1929 die „Eilenriede-Staffel“ und den „Lauf Hildesheim-Hannover“. Während des Zweiten Weltkriegs kamen 80 Prozent der ersten Mannschaft ums Leben. Auch das Clubhaus wurde zerstört. Nach Kriegsende wurden die Plätze von der britischen Besatzungsmacht beschlagnahmt und der Club zwangsaufgelöst. Die Neugründung des HCH erfolgte 1946 und zwei Jahre später wurde der Wiederaufbau des Clubhauses abgeschlossen. 1952 wurde eine Tischtennis-Abteilung gegründet, zwei weitere Tennisplätzen realisiert und auf drei Hockeyplätze aufgestockt. 1961 wurde das dritte Clubhaus fertiggestellt, welches 1981 nochmals umgebaut wurde. 1985 wurde die Volleyball-Abteilung gegründet. Seit 1997 spielt der Club auf dem vereinseigenen Kunstrasenplatz. 1998 trat die Tennisabteilung des RSV Hannover zum HCH über. Im September 2018 wurde die Sparte des Burpee Barbell Club gegründet.
2014 ermöglichte der Hockey-Club Hannover den Neubau eines Nachwuchsleistungszentrums von Hannover 96, indem er zustimmte, innerhalb des Geländes des Eilenriedestadions umzuziehen. Dazu erhielt er im Süden des Areals eine etwa 21.000 Quadratmeter große Fläche. 2016 wurde der Bau des neuen Kunstrasen abgeschlossen. Das Vereinsgelände verfügt darüber hinaus über drei Tennis- und zwei Beachvolleyballplätze und einen Bereich für den Burpee Barbell Club. Das bestehende Vereinsgebäude von Hannover 96 wird zum Teil umgenutzt und durch den HCH weiterverwendet.

## Hockey
1981 errang der HCH den ersten nationalen Titel durch ein 3:2 über den Großflottbeker THGC, 1982 ging das Finale gegen den RTHC Leverkusen mit 8:9 nach 7-Meterschießen verloren.
In der Saison 2013/2014 spielt das Herrenteam, das 1988 Gründungsmitglied der 2. Bundesliga war, in der 1. Verbandsliga. Die Damenmannschaft spielt in einer Spielgemeinschaft mit den Damen des TSV Bemerode. In den sechs Spielzeiten von 1984 bis 1990 in der die Damen des Hockey-Club Hannover in der Bundesliga spielten, erreichte das Team zweimal den 4. Platz in der Nordstaffel, wobei 1988 das Halbfinale um die Deutsche Meisterschaft nur um einen Punkt verpasst wurde.
Der HCH unterhält elf Jugendmannschaften. Diese im Aufbau begriffenen Basismannschaften konnten sich in den Jahren 2012 bis 2014 im Pokalbereich mehrere Erfolge sichern. Die Mädchen A erreichten zwei Jahre in Folge das Endspiel um die deutsche Hallenmeisterschaft.

## Cricket
Anfang 2010 wurde eine Cricketabteilung in den Verein aufgenommen, die sich 2009 gebildet hatte. Die Männer des HCH nahmen erstmals 2010 am Spielbetrieb des Deutschen Cricket Bundes im norddeutschen Regionalverband NDCV teil und trugen ihre Heimspiele auf dem Naturrasen des HCH aus. Sie holten 2011 die norddeutsche Meisterschaft. Die Frauen des HCH gewannen 2014 in einer Spielgemeinschaft mit den Cricketern der Universität Göttingen auf heimischem Rasen die deutsche Meisterschaft. Nach der Saison 2015 löste sich die Männermannschaft auf, nach der Saison 2016 auch die Frauenmannschaft.